# Ejido Eréndira
Ejido Eréndira es una localidad del estado mexicano de Baja California. Es parte del municipio de Ensenada.

## Demografía
| Gráfica de evolución demográfica |
|                                  |

| Censo | Población |
| ----- | --------- |
| 1921  | 30        |
| 1930  | 14        |
| 1940  | 86        |
| 1950  | 204       |
| 1960  | 43        |
| 1970  | 454       |
| 1980  | 807       |
| 1990  | 857       |
| 2000  | 1 389     |
| 2010  | 1 461     |
| 2020  | 1 711     |